# ウィリー・アンダーソン (アメリカンフットボール)
ウィリー・アンダーソン（Willie Aaron Anderson、1975年7月11日- ）は、アメリカ合衆国アラバマ州モービル出身の元アメリカンフットボール選手。NFLのシンシナティ・ベンガルズなどで13シーズンプレーし4回プロボウルに選ばれた。ポジションはオフェンシブタックル。

## 経歴
オーバーン大学から1996年のNFLドラフト1巡目全体10位でシンシナティ・ベンガルズに指名されて入団した。2003年から2006年まで4年連続でプロボウルに選出された。2006年シーズン開幕前にベンガルズと5年3200万ドルの契約を結んだ。
2007年10月14日の試合まで116試合連続先発出場したがひざの怪我でこの記録は途絶えた。
2008年チームからペイカットによる契約の見直し提案を受けたが合意しなかったため8月30日に放出された。同年9月5日、ボルチモア・レイブンズと3年1100万ドルの契約を結び11試合の先発出場を含む14試合に出場したが2009年5月13日レイブンズはドラフト1巡目でマイケル・オアーを指名し彼を reserved-retired list 入りさせた。
ベンガルズ在籍中、チームのランニングバックは9回に渡り1100ヤード以上、6回に渡り1300ヤード以上を走った。

## 人物
- チャリティ活動にも非常に熱心でウォルター・ペイトン賞に2004年にはベンガルズからノミネートされた[3]。
- ジョージア州アトランタにファットバーガーの店を持っている[5]。